# 假葉下珠
假葉下珠（学名：Synostemon bacciformis）为大戟科假葉下珠屬下的一个种。